# ژاک دیسور
ژاک دیسور (به فرانسوی: Jacques Dyssord) نویسنده و شاعر قرن نوزدهم میلادی اهل فرانسه است.